# Vekerd
Vekerd là một thị trấn thuộc hạt Hajdú-Bihar, Hungary. Thị trấn này có diện tích 7,41 km², dân số năm 2010 là 119 người, mật độ 16 người/km².